# Elbil Norge

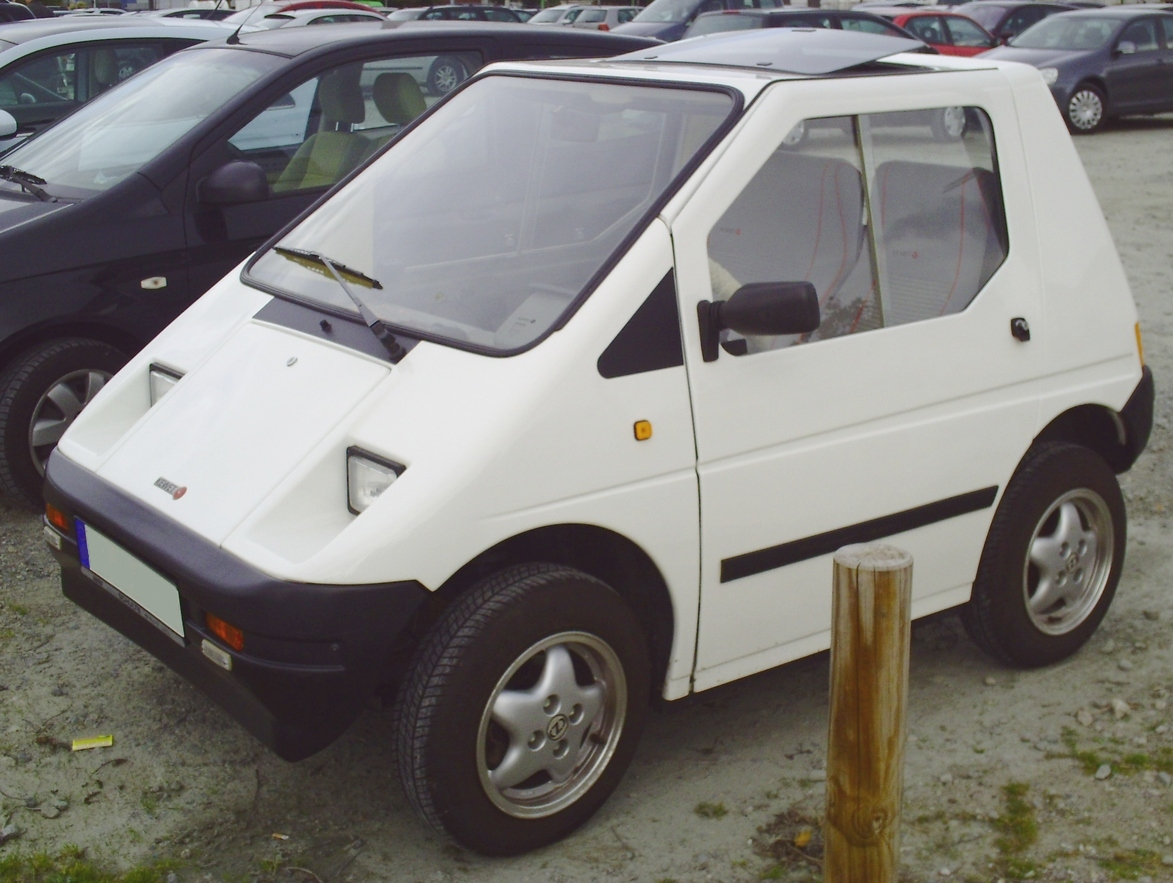
Kewet

Elbil Norge AS war ein norwegischer Hersteller von Automobilen.

## Unternehmensgeschichte
Das Unternehmen Elbil Norge AS entstand 1998, als Kollega Bil AS aus Oslo die Konstruktionsrechte am Kewet EL Jet übernahm. Die Produktion des Kewet wurde fortgesetzt. Der Markenname lautete weiterhin Kewet. 2005 endete die Produktion. Electric Car Norway AS übernahm das Unternehmen.

## Fahrzeuge
Das einzige Modell war der Kewet Buddy. Dies war ein Kleinstwagen mit Elektromotor.